# Відкрита змова
«Відкрита змова» (англ. The Open Conspiracy) — книга англійського письменника Герберта Веллса. Вперше видана у 1928 році.
В 1930 році переглянута, і розширена версія була опублікована. Далі вона знову була переглянута і нове видання з'явилося в 1931 році під назвою «Що ж нам робити з нашими життями?». Остаточна версія з'явилася в 1933 році під своєю первинною назвою. 
Ця книга - один з нарисів Веллса в роботі над утопічним суспільством. У ньому він описує, як будь-хто у світі може взяти участь у «Відкритій змові», яка буде "коригувати наші дислокований світ". Веллс намагається показати, як політичні, соціальні та релігійні відмінності можуть бути узгоджені, і результатом цього узгодження може бути плідна співпраця людських рас.